# Кърпенско антично селище
Кърпенското антично селище (на гръцки: Αρχαιολογικός θησαυρός στην Κρεπενή Καστοριάς) е антично селище, разкрито близо до съвременното костурско село Кърпени (Крепени).

## История
В 1966 година археологическият обект е обявен за паметник на културата.

## Описание
В района са идентифицирани три некропола с различни дати. Най-старият е на площ 1,5 - 1,8 декара и датира от VIII до VII век пр. Хр. - ранната желязна епоха с плътни погребения в прости, обикновено правоъгълни ями, няколко от които са с формата на кутия. На триста метра от този некропол са открити общо двадесет гробници с уникални находки от VI век пр. Хр. - архаичната епоха. И третият некропол е от ранните елинистични години на втората четвърт на ІV век или началото на ІІІ век пр. Хр.
Открити са десетки бижута, катарами, бронзови вилици, копия, ножове, монети, прибори с форма на животни, цветни кадилници от стъкло, коринтски кандила. В архаични гробници мъртвите са положени върху дървени или други нетрайни материални легла и имат редки дарове. Характерни са множеството редове медни гривни, които покриват не само ръцете на мъртвите, но и в един случай и краката. Вътре в тях костите са запазени непокътнати. Погребенията на елинистичното гробище на същото място, около два века по-късно, показват финансово силно общество. Изглежда, че след смъртта на Александър III, ветераните се завръщат от войната в Азия в родината си и районът на Костурско просперира. Богатите погребения в Кърпени са подобни на тези, открити в много други некрополи на Македонското царство.